# Oeyregave
Oeyregave település Franciaországban, Landes megyében. Lakosainak száma 304 fő (2022. január 1.). Oeyregave Cauneille, Hastingues, Peyrehorade, Sorde-l’Abbaye és Came községekkel határos.

## Népesség
A település népességének változása:
| Lakosok száma | 425  | 350  | 289  | 317  | 354  | 348  | 344  | 325  | 317  | 304  |
|               | 1968 | 1982 | 1990 | 2006 | 2013 | 2015 | 2017 | 2019 | 2020 | 2022 |